# El-Amarna

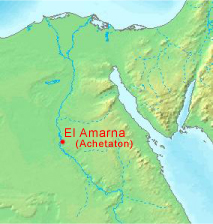
Lägeskarta.

El-Amarna, även känd som Tell el-Amarna, är det moderna arabiska namnet på en plats i Egypten där farao Akhenaton grundade sin nya huvudstad kallad Akhetaton, alternativ stavning Achetaton eller Akhetaten, under 1300-talet f.Kr.

## Stadens historia
För Akhenatons regeringstid, se Akhenaton.
Farao Akhenaton beordrade under sitt femte regeringsår (omkring 1348 f.Kr.) att staden Akhetaton, vilket betyder "guden Atons horisont", skulle uppföras på en utvald plats i mellersta Egypten. Det har spekulerats mycket kring vilka motiv som låg bakom beslutet, vilket inte minst beror detta på att Akhenaton införde dyrkandet av en enda gud, Aton, solskivan. Anledningen kan vara att Akhenaton tyckte Thebe, den tidigare huvudstaden var alltför starkt förknippat med Amon. På stadens gränsstenar antyds att det fanns en opposition mot kungen.
Valet av El-Amarna för den nya huvudstaden påstås ibland komma av att det där fanns en klippformation som liknade hieroglyfen för akhet "horisont". El-Amarna verkar däremot ha haft ett utmärkt geografiskt läge halvvägs utmed Nilen mellan Egyptens viktigaste städer Memfis i norr och Thebe i söder. Platsen var dittills obebodd och bestod av en låg plan ökenplatå nära Nilens östra strand. Ökenplatån omgavs av klippor som bildade ett stort halvcirkelformat område vilket var enkelt att bevaka.
Staden invigdes troligen ett par år efter beslutet och kom sedan att fungera som Egyptens huvudstad under Akhenatons och hans efterträdare eller samregent Smenkhkaras regeringstider. När Tutankhamon bestigit tronen bestämdes att huvudstaden skulle flyttas därifrån. Man flyttade troligen även de döda från sina gravar. Senare användes stenblocken från Akhetaton till tempelbyggen i den närbelägna staden i El-Ashmunein (Hermopolis). Akhetaton var totalt bebodd i ca 15 år och platsen låg sedan öde fram till romersk-bysantinsk tid då några mindre bosättningar och ett koptiskt kloster uppfördes. I området finns numera ett par mindre jordbruksbyar; Et-Till och El-Hagg Qandil. Större delen av ruinområdet är idag täckt av ökensand.

## Stadsplan
Akhetaton lades ut parallellt med Nilens östra strand i en långsmal form vilken var ca 1 km bred och ca 12 km lång. Staden bands samman på längden med raka och för sin tid ovanligt breda gator upp till 40 meters bredd, med "Kungsvägen" som Akhetatons huvudled i centrum.
De allra flesta byggnader uppfördes helt i soltorkat lertegel som tillverkades på platsen och små stenblock som snabbade på bygget. Tegelbyggnaderna var de enda som överlevde plundringen Akhetaton av senare faraoer.
I stadens mitt låg den Centrala staden som dominerades av officiella byggnader som det stora templet till guden Aton (yta 760 x 270 m) med en rad öppna gårdsplaner med altare och det kungliga palatset mitt emot som tycks ha bestått av en stor borggård med tronsalar, förvaltningsbyggnader och gårdsplaner med en enorm sal med 544 tätt ställda tegelpelare av Akhenatons efterträdare Smenkhara. Intill låg Riksarkivet där Amarnabreven påträffades. Här låg också Kungens hus där en stor del av hovets dagliga verksamhet sköttes. Dessa omgavs av militärkaserner, förrådsmagasin och verkstäder för hantverkare.
Bostadskvarteren, som av arkeologerna kallas för Norra och Södra förstäderna låg på ömse sidor norr och söder om den Centrala staden. Till skillnad från fallet hos de officiella kvarteren tycks inte bostadskvarteren ha varit underordnade en central planering. Medel- och underklassens hus låg utspridda mellan överklassens muromgärdade villor.
I den Norra staden fanns två kungliga palats, Norra palatset som troligen var meritatens, konungens äldsta dotters residens och Norra flodstrandspalatset vilken troligen var den verkliga bostaden för kungafamiljen. Strax norr därom finns en av stadens gränsstenar där klippväggen kryper fram mot Nilens strand.
Söder om den Södra förstaden låg ännu ett tempel vid flodstranden samt anläggningen Maru-Aton. Den senare tolkades först av arkeologerna som ett kungligt sommarpalats med trädgårdar och anlagda sjöar, men anses numera ha varit ännu ett tempel tillägnat Aton. Ytterligare längre söderut restes ett antal gränsstenar där klipporna närmar sig Nilen.
Öster om staden låg gravarbetarnas muromgärdade by ute i öknen. Stadens begravningsplatser fanns bland klipporna i östra och södra öknen, och bestod av tre skilda områden; Norra gravarna, Kungliga graven, och Södra gravarna. Det vanligaste motivet i gravarna är en bild av Akhenaton och Nefertiti i den kungliga triumfvangnen som åker nedför "Kungsgatan" framför stadens viktigare byggnader. Processionen tros inte ha varit någon enskild händelse utan ha utövats varje dag, startande i "Norra staden" och fortsatt söderut.
Den motsatta sidan av Nilen, den västra flodbanken, tycks inte ha varit bebyggd. Däremot finns gränsstenar även på den västra flodbanken och området innefattade troligen jordbruksmark som tillhörde stadens tempel och palats.

## Stadsliv

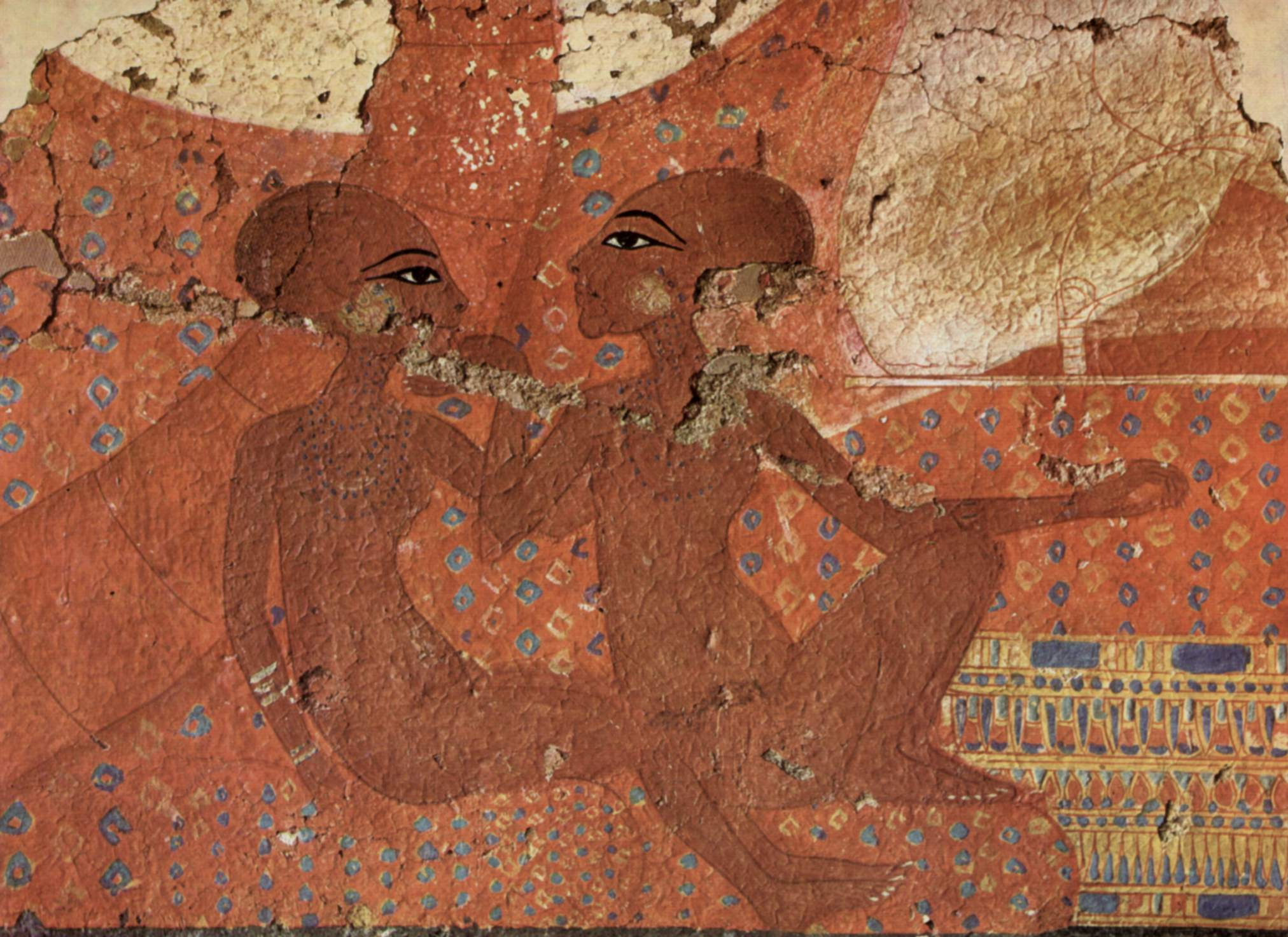
Prinsessor på en väggmålning från ett kungligt palats i El-Amarna.

Den tidigare populära föreställningen var att Akhetaton befolkades av hängivna följeslagare till Akhenaton och hans nya religion. Även om Aton var den enda gud som officiellt dyrkades i staden har arkeologer funnit bevis för att stadens vanliga invånare höll fast vid sina gamla gudar.
I själva verket tycks Akhetaton ha befolkats av människor knutna till administrationen, såväl höga ämbetsmän som arbetare, vilka följde med när huvudstaden flyttades dit. Det fanns även en betydande industriell verksamhet av hantverkare tillhörande templen och palatset, samt en stor styrka av polis och militär. I princip var samtliga sysselsatta invånare statsanställda, vilket enkelt förklarar varför staden övergavs så snabbt när administrationen flyttades därifrån under Tutankhamon.
Kungafamiljen, ett tjugotal personer, levde helt avskild från resten av befolkningen i stadens norra palats, medan majoriteten av folket bodde i den södra delen av staden. Det fanns ingen tydlig uppdelning i rika och fattiga bostadskvarter. Däremot skiljde sig överklassens villor avsevärt i storlek och standard från medel- och underklassens hus. Hushållen försörjdes med vatten från grävda brunnar. Beräkningar av Akhetatons sammanlagda folkmängd varierar upp till 40 000 invånare, vilket betyder att Akhetaton var en av sin tids största städer.

## Arkeologiska upptäckter

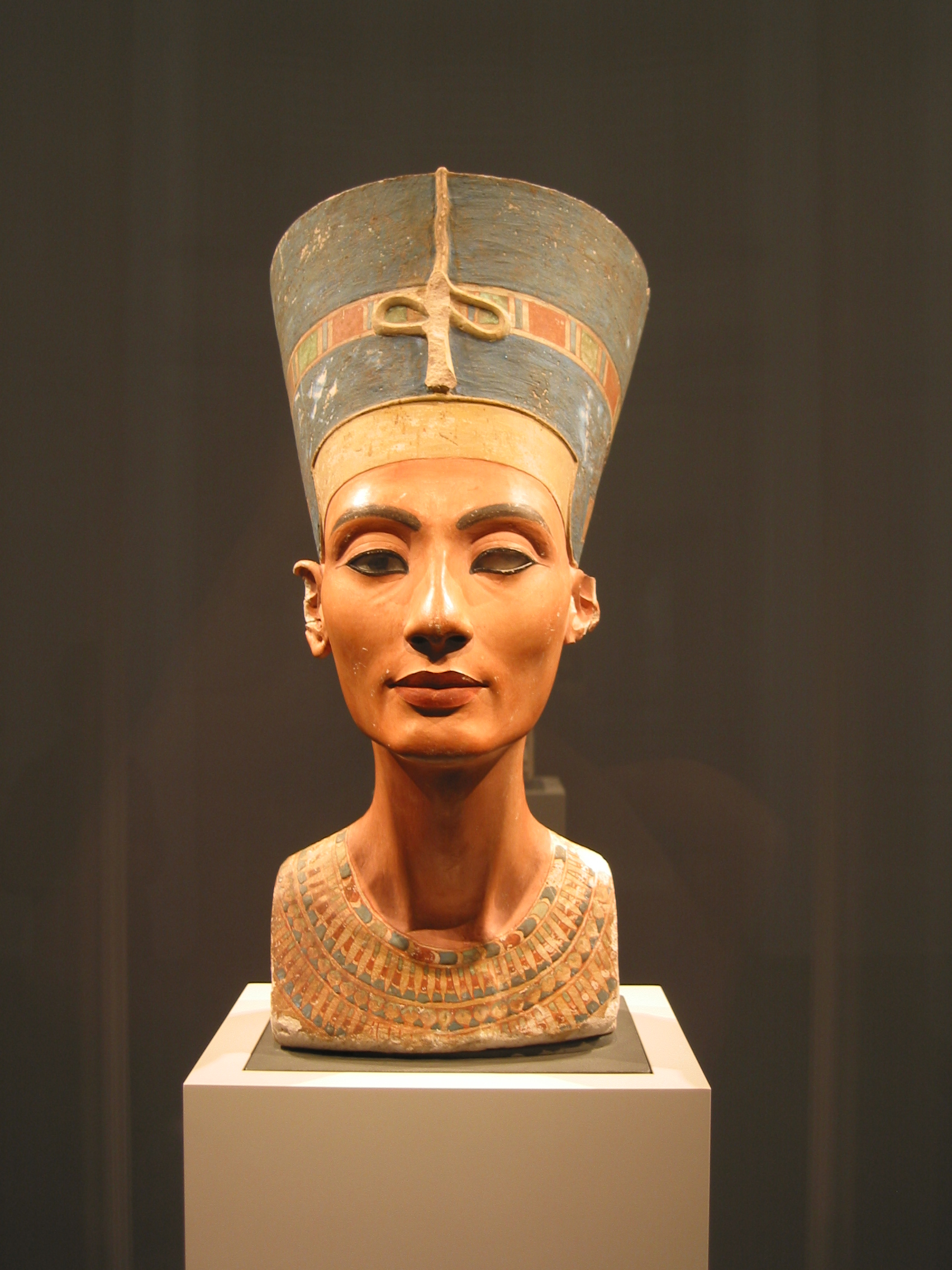
Nefertitis byst från El-Amarna, numera i Egyptiska museet, Berlin.

Den europeiska upptäckten av platsen gjordes först under Napoleon I:s egyptiska expedition 1798–99. De följdes av korta undersökningar av britten John Gardiner Wilkinson under 1820-talet och tysken Karl Richard Lepsius under 1840-talet. De första verkliga arkeologiska utgrävningar påbörjades 1892 av britten William Flinders Petrie efter fyndet av Amarnabreven 1887 gjort av en bondkvinna (se nedan). Tyska arkeologer från Deutsche Orient-Gesellschaft under ledning av Ludwig Borchardt tog vid 1907–1914 samt efter första världskriget, följt av en brittisk expedition från Egypt Exploration Society 1921–1936 med bl.a. Henri Frankfort, John Pendlebury och Leonard Woolley. Sedan 1977 har brittiska Egypt Exploration Society genomfört ett antal utgrävningar och studier av platsen under ledning av Barry Kemp från universitetet i Cambridge.
Av de arkeologiska fynden från El-Amarna är konstföremål i form av statyer, figurer, keramik, väggmålningar och stenreliefer bland de främsta. De representerar en särskild riktning inom egyptisk konst vilken kallas för Amarnakonst. Det mest kända av fynden är bysten av drottning Nefertiti som återfanns av tyska arkeologer och numera tillhör Egyptiska museet i Berlin.
Ett annat viktigt fynd var Amarnabreven som först hittades 1887 av en bondkvinna som grävde på platsen. Petries utgrävningar några år senare återfann resten av breven i Akhetatons riksarkiv. Amarnabreven innehåller korrespondensen mellan Akhenaton och hans far Amenhotep III med utländska kungar och vasaller. Däremot fann arkeologerna i stort sett inga dokument i El-Amarna från den egyptiska administrationen av staden eller hemlandet, förutom ett antal sigill till krukor.
El-Amarna är unikt eftersom det ger en bild av arkitekturen och livet i en fornegyptisk storstad vid en bestämd tidpunkt, även om de speciella omständigheterna kring stadens tillblivelse antyder att Akhetaton inte är representativ för de flesta andra egyptiska städer. Bostadskvarter och officiella byggnader, vilka uppfördes i soltorkat lertegel, har på de flesta andra håll förstörts under årtusenden som ett resultat av ny bebyggelse, åkerbruk och Nilens årliga översvämningar. El-Amarnas isolerade läge i öknen och korta livslängd har medfört att staden bevarats någorlunda väl.